# Гиресун
Гиресу́н (тур. Giresun,, греч. Κερασούντα, Керасу́с, др.-греч. Κερασοῦς) — город в Турции. Порт на южном побережье Чёрного моря, на севере Малой Азии, в 175 км западнее Трабзона. Административный центр одноимённого ила. Население 135 920 человек (2018).

## Происхождение названия
Основан греками в древности под названием Керасунт (др.-греч. Κερασούς, лат. Cerasus — «Черешневый [город]») от греч. κερασός — черешня (Prunus avium).
Считается, что плоды окультуренной черешни именно там впервые встретили и привезли в Европу римляне в I веке до н. э. Название керасунтских плодов лат. cerasi перешло в разные языки: итал. ciliega, фр. cerise, исп. cereza, порт. cereja, нем. Kirsche, англ. cherry, рус. черешня, тур. kiraz. Этот регион Южного Причерноморья и по сей день традиционно славится плодами черешни.

## История
Одно из первых упоминаний Гиресуна (древн. Керасунт) содержится в «Анабасисе» Ксенофонта (Книга V):
«На третий день похода эллины пришли в Керасунт — эллинский город на берегу моря, колонию Синопы в Колхиде».

— Анабасис, Книга V, гл. 5.3, Ксенофонт
В 183 году до н. э. был занят понтийским царем Фарнаком I и стал частью Понтийского царства под названием Фарнакия. В ходе Третьей Митридатовой войны (74—63 годы до н. э.) был завоеван римскими войсками Лукулла и был в составе Римской империи под первоначальным названием.
В дальнейшем входил в состав Византии до 1204 года. После осады Константинополя в 1204 году участниками Четвёртого крестового похода был включён в состав новопровозглашённой Трапезундской империи. Кочевые туркмены совершали набеги на границы империи и в 1301 или 1302 году совершили нападение на Керасунт, которое удалось отразить императору Алексею II Великому Комнину.
В 60-е годы XIV века подворье в Керасунте принадлежало Аланской епархии, кафедра которой находилась в столице Трапезунде (ныне — Трабзон). После взятия Синопа османами становится вторым по значению городом Трапезундской империи. Под османским контролем с 1461 года.
К периоду правления императора Трапезунда Алексея III Великого Комнина. На плите с выгравированным на ней текстом, датированной XIV веком, упоминается титул «пинкернес», означающий «обладатель кубка императора Трапезунда».
В 1874 году город сильно пострадал от кровавой междоусобицы двух турецких беев. В XIX веке основным занятием горожан была торговля фундуком, а также судоходство. В начале XX века в городе проживало 35 тыс. человек, из них половина греки, остальные турки, армяне. В 1912 году в городе и районе проживали: мусульмане — 46 207 чел., греки — 44 214 чел., армяне — 6 582 человек.
В ходе Первой мировой войны в 1915 году армянское население было истреблено в результате геноцида армян. Греческое население также подверглось гонениям в последние годы Оттоманской империи, которые затем были продолжены кемалистами с 1919 года. Оставшееся в живых коренное греческое население было вынуждено переселиться в Грецию в 1923 году.
Во второй половине XX века был торговым центром сельскохозяйственного района, в котором производился сбор ореха-фундука (лесного ореха) и были посевы кукурузы и фасоли. В городе была развита пищевая и бумажно-целлюлозная промышленность. Производилась первичная обработка ореха-фундука.